# Mike Sarne
Michael Sarne (nascut Michael Scheuer; 6 d'agost de 1940) és un actor, cantant, escriptor, productor i director britànic, que també va tenir una breu carrera com a cantant pop als anys 60. Sarne va dirigir les pel·lícules Joanna (1968) i Myra Breckinridge (1970). Ha aparegut com a actor en diverses pel·lícules com A Place to Go (1965), À coeur joie (1967) i Treball clandestí (1982).

## Carrera musical
Sarne va néixer Michael Scheuer al St Mary's Hospital, Paddington, Londres. És d'origen txecoslovac. Actiu a la dècada de 1960 com a cantant, és més conegut pel seu capdavant de les llistes de novetats del Regne Unit de 1962, "Come Outside" (produïda per Charles Blackwell), que comptava amb interjeccions vocals de Wendy Richard. Va tenir tres llançaments més que van fer a la UK Singles chart: "Will I What?", el 1962, que comptava amb Billie Davis; "Just for Kicks", el 1963; i "Code of Love", també el 1963.

## Carrera al cinema i televisió
A mitjans de la dècada de 1960, Sarne va presentar la sèrie de qüestionaris infantils d'ITV Junior Criss Cross Quiz.
Com a actor, ha aparegut a la televisió, en sèries britàniques com The Avengers, Man in a Suitcase, Jonathan Creek i The Bill. Sarne també va aparèixer en un episodi de Minder com a Billy Beesley, un xiulador aficionat de seguretat. Els seus crèdits cinematogràfics inclouen un paper protagonista a la pel·lícula de 1963 A Place to Go amb Rita Tushingham, dirigida per Basil Dearden, i també va aparèixer a Invasion Quartet (1961), Every Day's a Holiday (1965), À coeur joie (1967), Treball clandestí (1982) i Le succès à tout prix (1984) per al director polonès Jerzy Skolimowski i la pel3lícula d'Hercule Poirot Cita amb la mort (1988). També va interpretar un capità de les SS a la minisèrie de televisió War and Remembrance (1988). Més tard va aparèixer a El quart àngel (2001), com a Valery al thriller policial Promeses de l'est (2007), com a director d'escena a Telstar: The Joe Meek Story (2008), i el 2011 va ser la veu de Karla a la pel·lícula d'espies El talp. El 2012, va interpretar el Pare Mabeuf a la pel·lícula Els miserables. El 2013, va ser el 'Public No 5' a la pel·lícula de comèdia britànica The World's End.
Les pel·lícules que ha dirigit inclouen Joanna (1968) i Myra Breckinridge (1970), una adaptació del [[[Myra Breckinridge|llibre homònim]] de Gore Vidal, protagonitzada per Raquel Welch, Rex Reed, Mae West, amb Farrah Fawcett i Tom Selleck en papers al començament de la seva carrera. Joanna es va equilibrar a la taquilla, però Myra Breckinridge va ser un gran fracàs de taquilla i va provocar una hostilitat tan crítica que la seva carrera mai es va recuperar. Una pel·lícula més recent és The Punk and the Princess (1994), una adaptació de la novel·la juvenil de Gideon Sams The Punk, sobre el romanç entre un adolescent punk rocker i una noia Sloane Ranger. També va dirigir un documental sobre el Festival de Glastonbury el 1995.

## Vida personal
Va assistir a l'School of Slavonic and East European Studies a l'University College London, obtenint un BA. Sarne va tenir una relació amb Brigitte Bardot només uns dies després de la seva lluna de mel amb Gunter Sachs. Té cinc fills: dos del seu matrimoni entre 1969 i 1978 amb Tanya Sarne, fundadora de la marca de disseny Ghost; i tres amb la segona dona Anne Musso, amb qui es va casar el 2004 a Chelsea, Londres.
Sarne va tenir una aventura amb Geneviève Waïte, mentre la dirigia a la seva pel·lícula de 1968 Joanna. Va ser físicament violent cap a ella durant el rodatge; en una entrevista de 1968 a New York Magazine, va dir de colpejar a Waïte que era "l'única manera de dirigir aquesta noia, en cas contrari, és molt descarada. S'ha de domar. Vull dir que ho sabia a menys que es comportés la bufetejava. HOm és educada amb les noies sempre que es comportin i que "no li va donar cops de puny com a càstig correctiu. Només quan em molesta".